# 260 (numero)
Duecentosessanta (260) è il numero naturale dopo il 259 e prima del 261.

## Proprietà matematiche
- È un numero pari.
- È un numero composto con 12 divisori: 1, 2, 4, 5, 10, 13, 20, 26, 52, 65, 130, 260. Poiché la somma dei suoi divisori (escluso il numero stesso) è 328 > 260, è un numero abbondante.
- È un numero semiperfetto in quanto pari alla somma di alcuni (o tutti) i suoi divisori.
- È un numero noncototiente.
- È un numero endecagonale.
- È parte delle terne pitagoriche (64, 252, 260), (69, 260, 269), (100, 240, 260), (132, 224, 260), (156, 208, 260), (195, 260, 325), (260, 273, 377), (260, 288, 388), (260, 624, 676), (260, 651, 701), (260, 825, 865), (260, 1287, 1313), (260, 1680, 1700), (260, 3375, 3385), (260, 4221, 4229), (260, 8448, 8452), (260, 16899, 16901).
- È un numero palindromo nel sistema di numerazione posizionale a base 8 (404).
- È un numero pratico.
- È un numero di Ulam.
- È un numero congruente.
- È un numero malvagio.

## Astronomia
- 260P/McNaught è una cometa periodica del sistema solare.
- 260 Huberta è un asteroide della fascia principale del sistema solare.
- NGC 260 è una galassia spirale della costellazione di Andromeda.

## Astronautica
- Cosmos 260 è un satellite artificiale russo.

## Altri ambiti
- Bundesstraße 260 è una strada federale della Germania.
- Bernard 260 è un aeromobile, prototipo di un aereo da caccia degli anni trenta.